# Blissfully Yours
Blissfully Yours (originalment en tailandès สุดเสน่หา, S̄ud s̄aǹeh̄ā) és una pel·lícula romàntica tailandesa del 2002 dirigida per Apichatpong Weerasethakul. Va guanyar el premi Un Certain Regard del Festival de Canes d'aquell any. S'ha subtitulat al català.
La pel·lícula relata una història d'amor entre una activa treballadora de fàbrica (Roong) i un minimalista immigrant il·legal (Min), a la jungla de Tailàndia.

## Repartiment
- Kanokporn Tongaram com a Roong
- Min Oo com a Min
- Jenjira Jansuda com a Orn